# 벨옴브르구

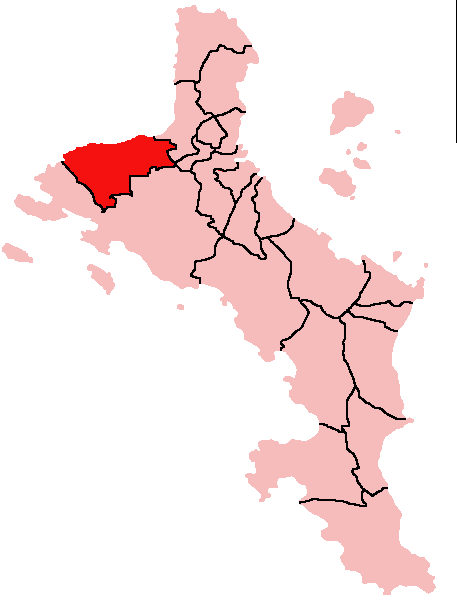
벨옴브르구의 위치

벨옴브르구(프랑스어: Bel Ombre)는 세이셸을 구성하는 25개 구 가운데 하나로 마에섬에 위치한다. 면적은 9.2km2, 인구는 3,538명(2002년 기준)이다.